# 崔鎮源
崔鎮源（韓語：최진원），韓國電視劇編劇。

## 作品列表

### 電視劇
- 1998年：MBC《妙手情天》
- 2000年：MBC《男生女生向前走》
- 2010年：MBC《越看越可愛》
- 2011年：KBS《Drama Special－為了兒子》
- 2014年：KBS《Big Man》
- 2015年：KBS《蒙面檢察官》
- 2017年：JTBC《Untouchable》
- 2020年：JTBC《模範刑警》
- 2022年：JTBC《模範刑警2》

### 電影
- 1991年：《等待賓客》（導演、劇本）
- 2002年：《家庭》（導演、劇本）
- 2004年：《咪玩嘢》（劇本）
- 2005年：《卧底流氓》（導演、劇本）
- 2008年：《Mr.Daehan,Mr.Mingook》（導演、劇本）
- 2008年：《我們學校有ET》（劇本）
- 2010年：《不良男女》（劇本）
- 2011年：《逮捕王》（劇本）

## 外部連結
- NAVER